# Christiane Dupuy
Pour les articles homonymes, voir Dupuy.
Christiane Dupuy, née à Marseille en 1949, est une romancière française. 

## Biographie
Elle fait son entrée en littérature en 1989 avec La Petite fille qui tuait les mouches, roman qu'elle présente sur la plateau de l'émission télévisée Apostrophes.

## Œuvres
- La Petite fille qui tuait les mouches, éditions François Bourin, 1989.
- Miserere Seigneur, éditions François Bourin, 1990.
- La Chambre aux chats, éditions François Bourin, 1993.
- Le Petit fils de Lafcadio, Le Cherche midi, 1997.
- Chiennes d'éternité, La Découverte, coll. « Les empêcheurs de tourner en rond », 1998.
- L'Employée de maison, Le Cherche midi, 2002[3].